# ديدان مسطحة غريبة
الديدان المسطحة الغريبة أو زينوتوربيلا (بالإنجليزية: Xenoturbellida أو Xenoturbella)‏ هي جنس من ثنائيات التناظر ويشمل نوعين من أشباه الديدان البحرية. الأول زينوتوربيلا بوكي اكتشف سنة 1915 من قبل سيكستن بوك والثاني زينوتوربيلا ويستبلادي.